# ماركو بوفينيتش
ماركو بوفينيتش (بالكرواتية: Marko Buvinić)‏ مواليد 28 يونيو 1992 في بولا، هو لاعب كرة يد كرواتي يلعب كجناح أيمن. مثل منتخب كرواتيا لكرة اليد. يلعب حاليا مع نادي بريغنز لكرة اليد في النمسا.

## روابط خارجية
- ماركو بوفينيتش على موقع الاتحاد الأوروبي لكرة اليد (الإنجليزية)